# Åstjärnen (Nås socken, Dalarna, 669139-141703)
Åstjärnen är en sjö i Vansbro kommun i Dalarna och ingår i Dalälvens huvudavrinningsområde.